# مردمان کیکاپو
مردمان کیکاپو (اسپانیایی: Kikapú‎) مردم کیکاپو (Kickapoo: Kiikaapoa یا Kiikaapoi؛ اسپانیایی: Kikapú) یک قبیله بومی آمریکایی و بومی مکزیکی آلگانکی زبان هستند که در منطقه جنوب دریاچه‌های بزرگ سرچشمه می‌گیرند. امروزه، سه قبیله کیکاپو از سوی فدرال در ایالات متحده به رسمیت شناخته‌شده هستند: قبیله کیکاپو در کانزاس، قبیله کیکاپو در اوکلاهاما، و قبیله کیکاپو سنتی تگزاس. گروه‌های اوکلاهما و تگزاس از نظر سیاسی با یکدیگر مرتبط هستند. کیکاپو در کانزاس در نتیجه نقل مکان از جنوب میسوری در سال ۱۸۳۲ به عنوان تبادل زمین از ذخیره خود در آنجا آمده‌است. حدود ۳۰۰۰ نفر عضو قبیله‌ای هستند.
همچنین گروه دیگری به نام Tribu Kikapú در شهرداری موزکویز در ایالت شمالی مکزیک کوآهویلا ساکن است. گروه‌های کوچکتر در سونورا، در غرب، و دورانگو، در جنوب غربی مکزیک زندگی می‌کنند.